# Dunkler Holzklafterbock
Der Dunkle Holzklafterbock, auch Grauer Espenbock, Holzwespenbock oder Bauernbock (Xylotrechus rusticus) ist ein Bockkäfer. Das lateinische Epitheton "rusticus" bedeutet zu deutsch so viel wie "auf dem Lande lebend".

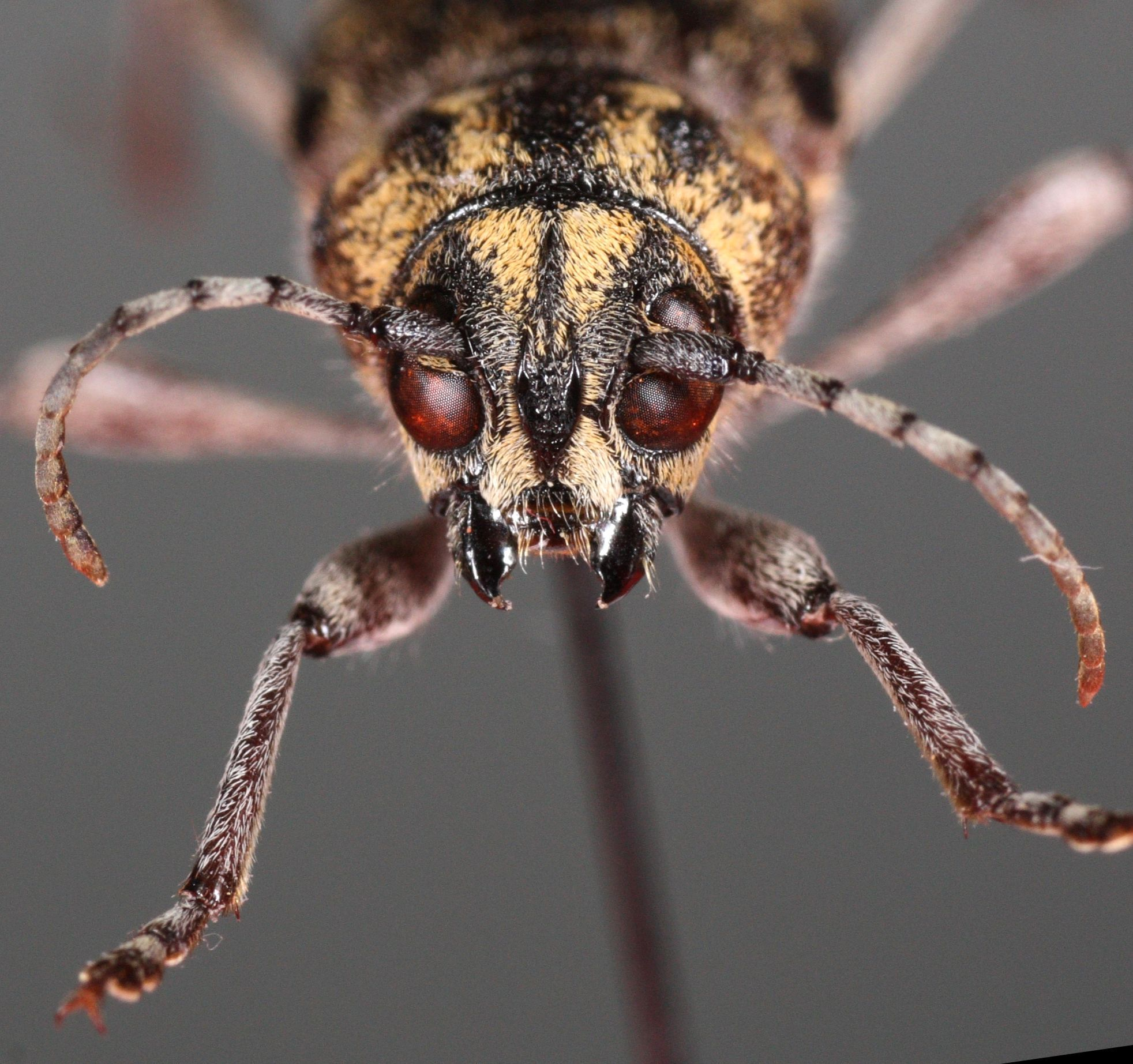

## Beschreibung
Der Käfer wird 9 bis 20 Millimeter lang. Wie alle Arten der Gattung hat er einen walzenförmigen Körper, einen annähernd kugelförmigen Halsschild und für einen Bockkäfer verhältnismäßig kurze Fühler. Fühler und Beine sind braunrot gefärbt. Im Unterschied zu anderen Arten der Gattung sind die Flügeldecken nicht mit deutlich markierten, sondern nur mit verwaschen, fleckigen grauen Binden versehen. Gegenüber dem in dieser Hinsicht ähnlichen Xylotrechus pantherinus ist er durch die eckig vorspringenden Halsschildseiten zu unterscheiden.
Die Larven sind je nach Alter von unter 1 bis zu 4 cm groß. Den Vorderrand des Pronotums ziert beidseitig eine von der Grundfarbe dunkel-orange abgesetztes Mal in Form des Straßenschildes für unebene Fahrbahnen. Die Larven sind beinlos und besitzen nur ein Stemma pro Seite, die Schläfe daneben ist braun pigmentiert.

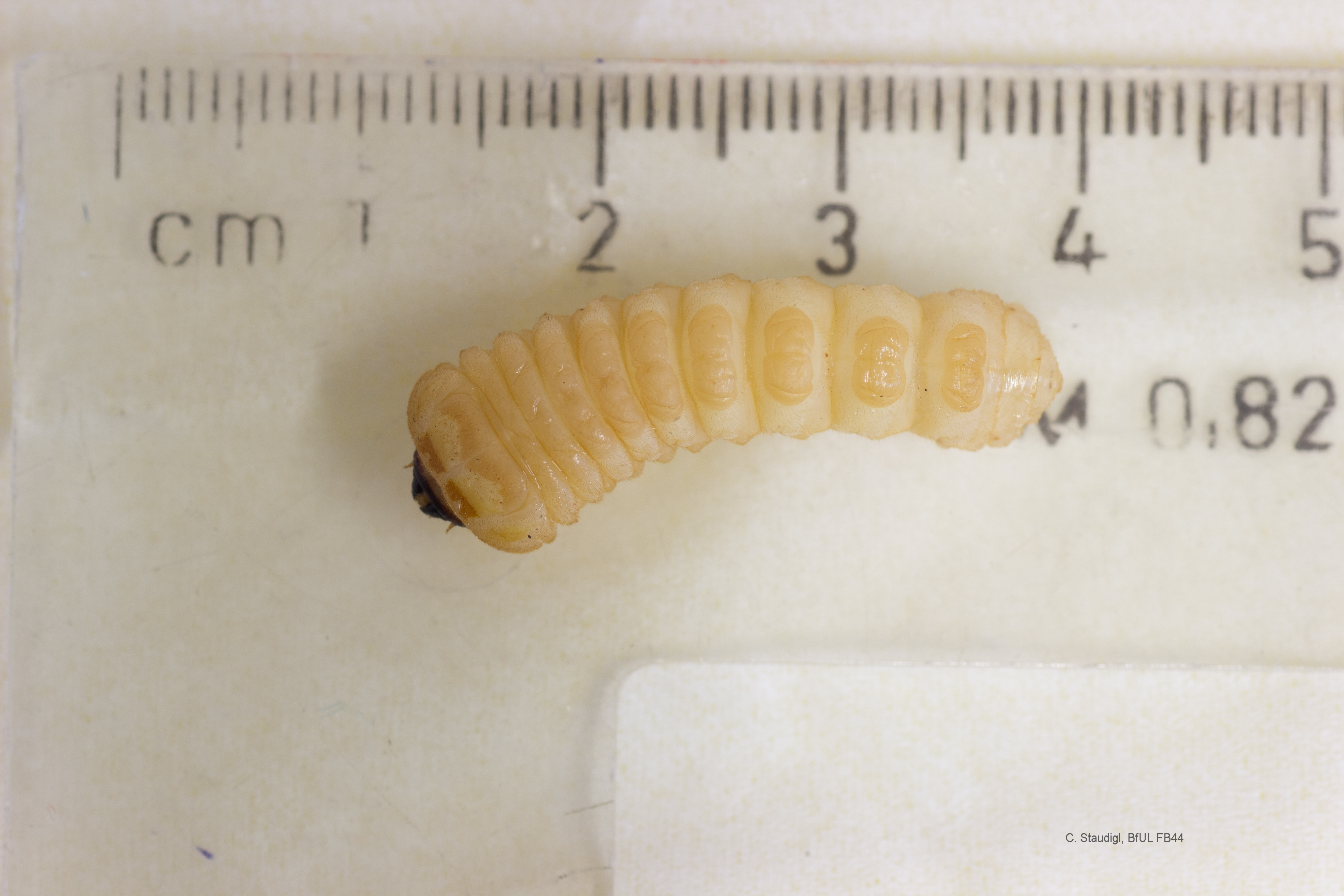
Larve, Dorsalsicht
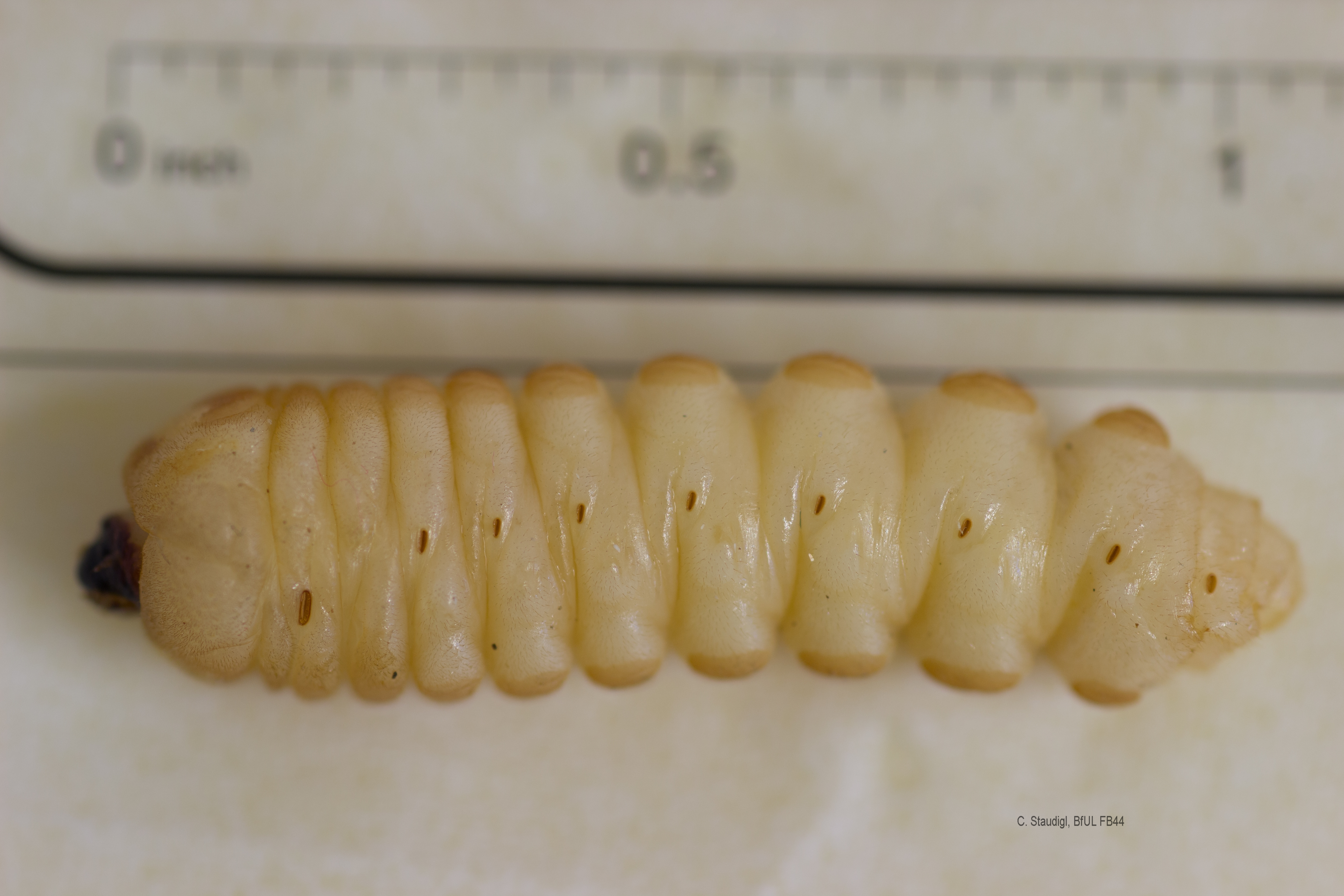
Larve, Lateralsicht

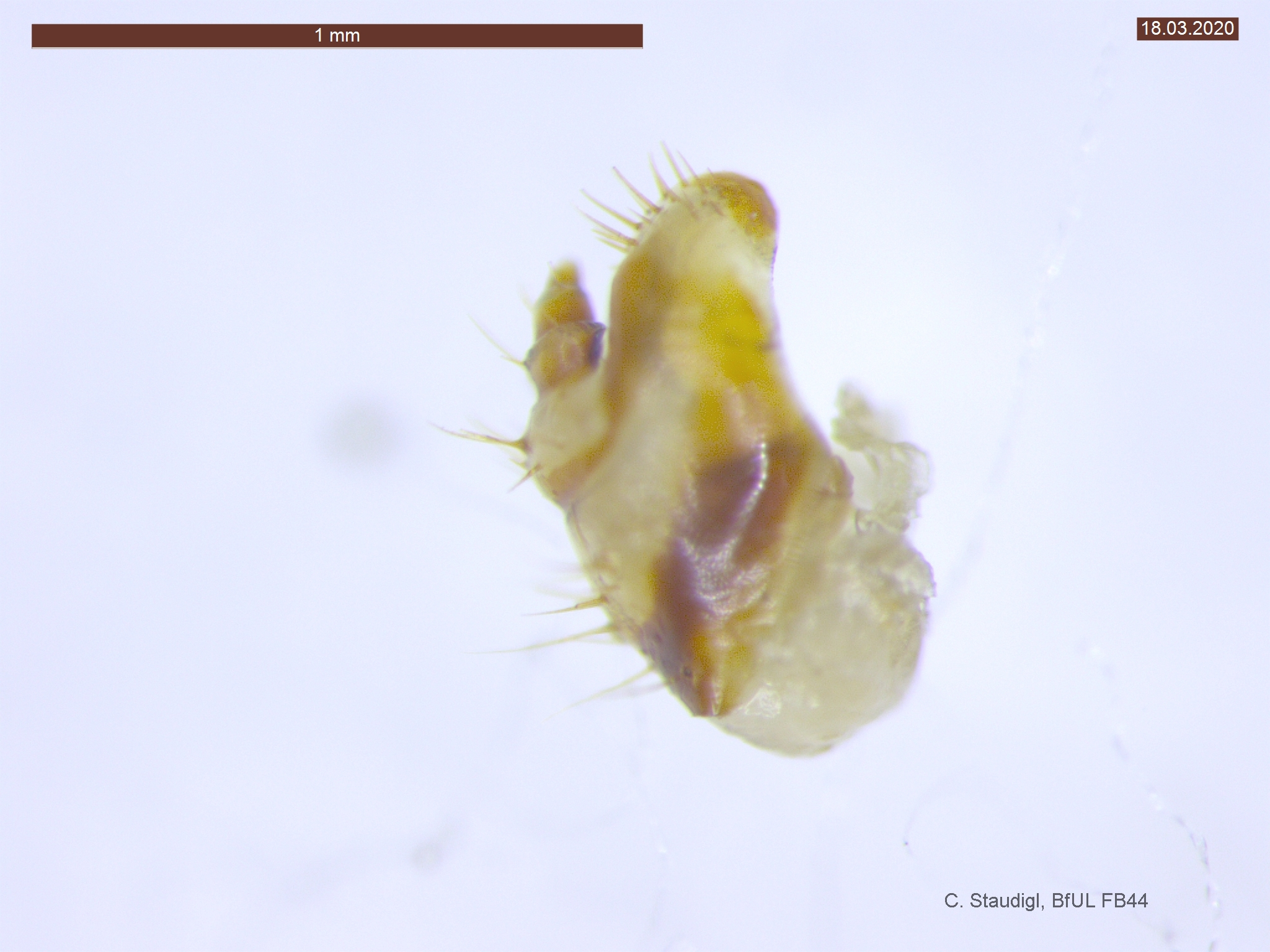
Maxille, präpariert
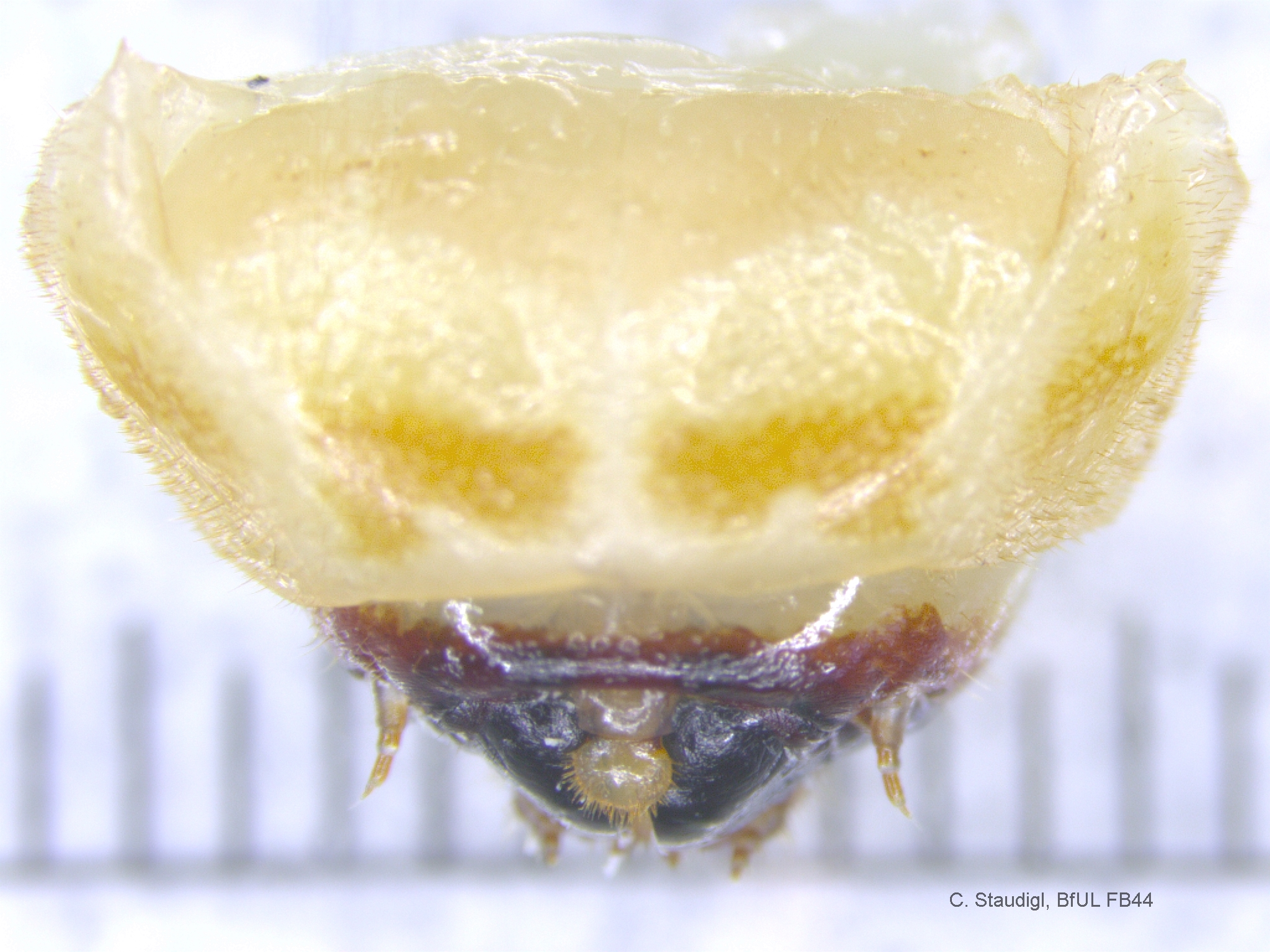
Kopf, präpariert

## Vorkommen
Die Art ist in der nördlichen Paläarktis von Europa über den Kaukasus und Armenien, die Türkei, Nordpersien, Sibirien und Korea bis nach Japan verbreitet. Sie meidet den atlantischen Klimabereich. In Mitteleuropa ist sie weit verbreitet.

## Lebensweise
Die Larve entwickelt sich über zwei Jahre vorwiegend in Espen und anderen Arten der Gattung Populus, auch in Weiden, Ahorn, Eiche, Walnuss, Linde, Mehlbeere, Ulme, Esskastanie, Buchen und Birken, und zwar in absterbenden oder bereits umgestürzten oder gefällten Bäumen. Stark von der Sonne beschienene Stämme werden bevorzugt. Im Mai verpuppt sich die Larve tief im Holz, manchmal auch schon in einer dicken Borke. Die Käfer erscheinen manchmal schon im Mai, vorwiegend aber im Juni und Juli.  Die tagaktiven Tiere laufen auf ihren Brutbäumen umher oder halten sich in deren Umgebung auf. Sie besuchen keine Blüten.

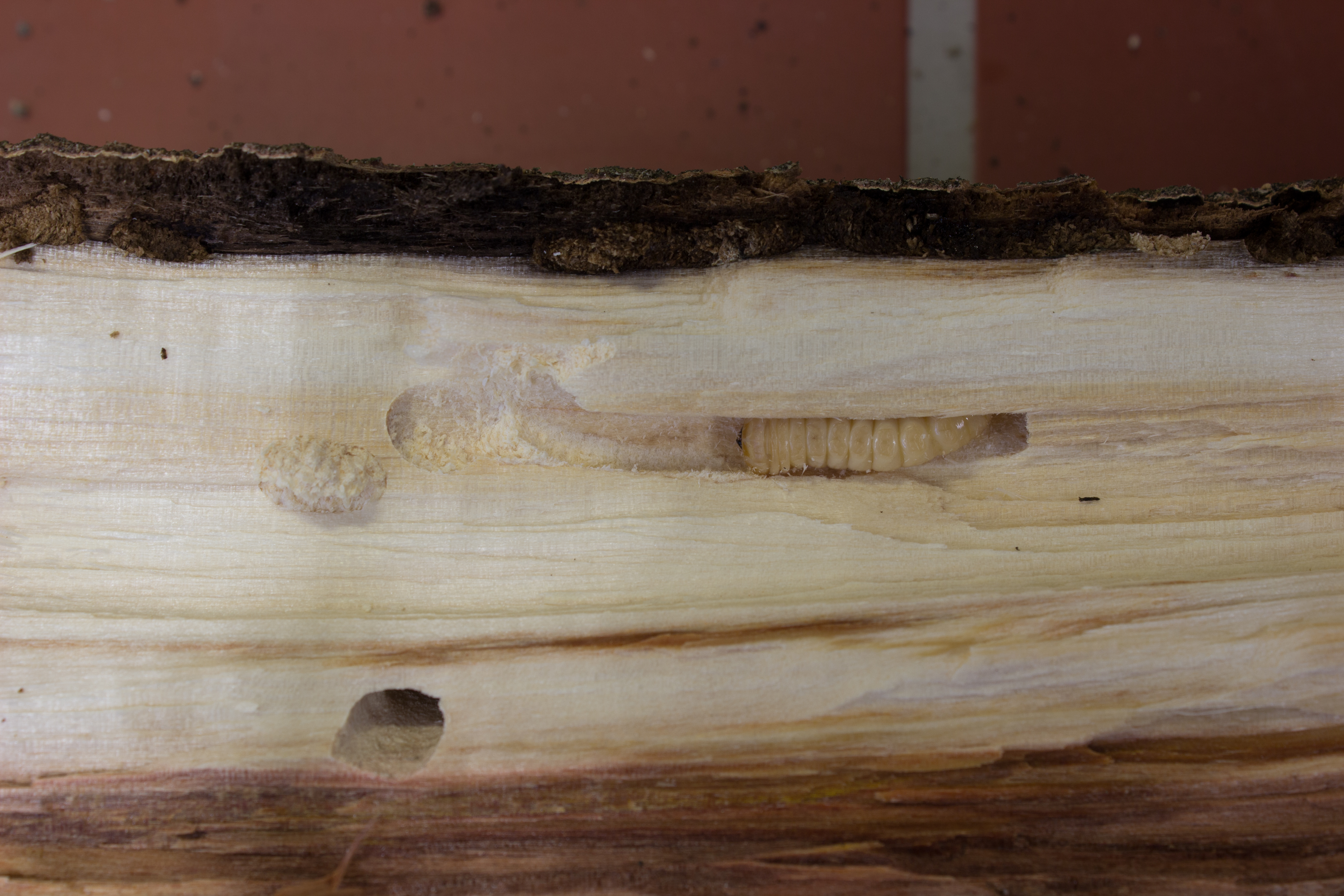
Larve im Bohrgang
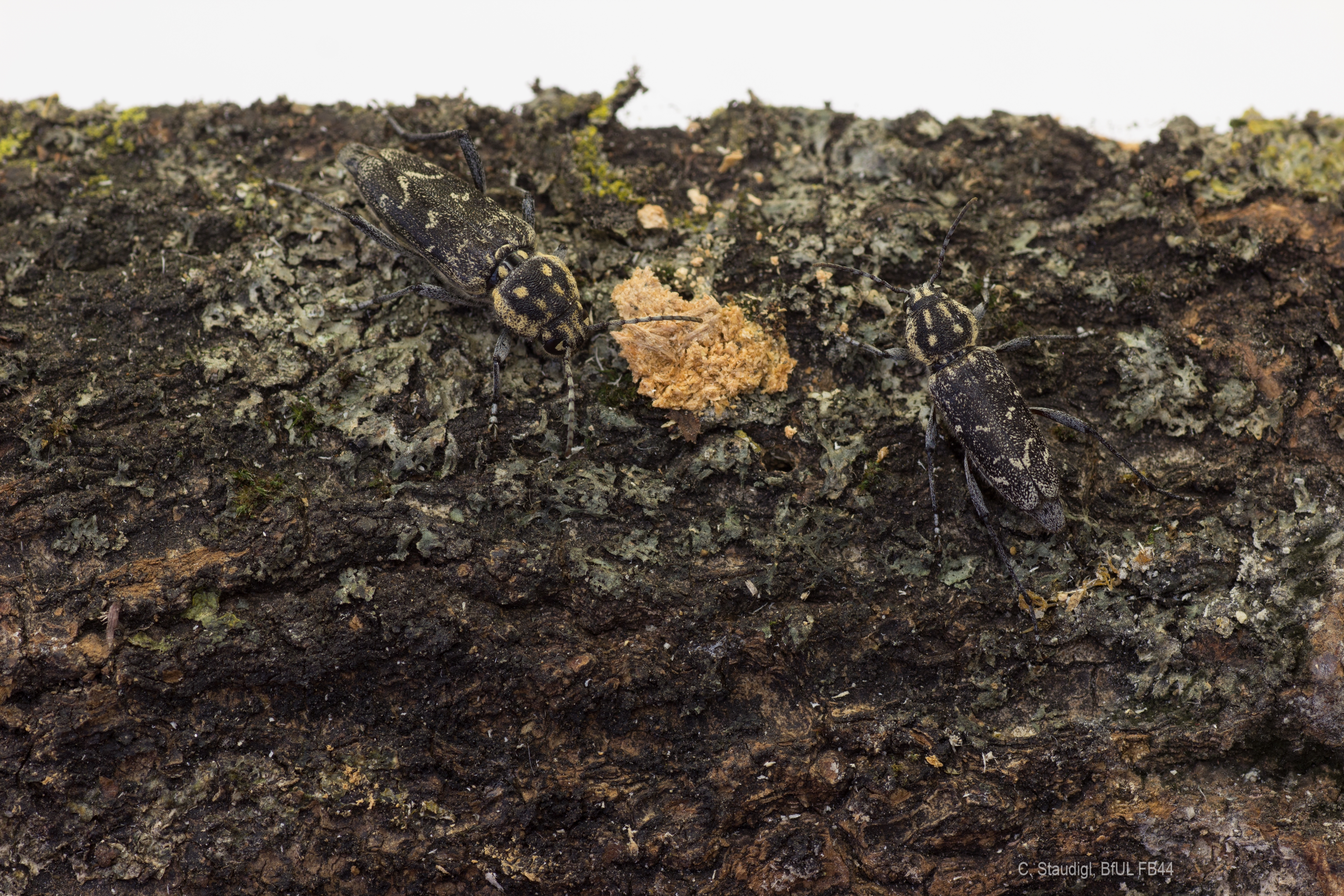
2 Adulte Käfer in der Nähe eines Einbohrlochs